# Schippia concolor
Schippia es un género monotípico con una única especie:  Schippia concolor, perteneciente a la familia  de las palmeras (Arecaceae).  

## Distribución y hábitat
Es originaria de América Central, se distribuye en Belice donde se encuentra dispersa en los claros de los  bosques secos hasta los 500 m s. n. m. Se encuentra declarada en peligro de extinción por la pérdida de hábitat.

## Taxonomía
Schippia concolor fue descrita por Max Burret y publicado en Notizblatt des Botanischen Gartens und Museums zu Berlin-Dahlem 11(109): 868–869, en el año 1933. (1 Aug 1933)
Etimología
Schippia: nombre genérico otorgado en honor de William A. Schipp (1891–1967), quien recolectó muchas plantas en Belice, incluida Schippia.
concolor: epíteto latino que significa "del mismo color"